# Iwan Karpenko-Karyj

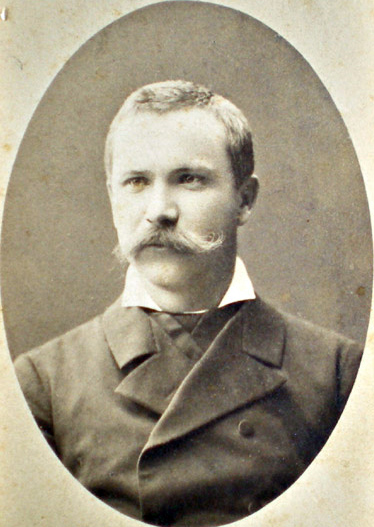
Iwan Karpenko-Karyj etwa 1882

Iwan Karpenko-Karyj (* 17. Septemberjul. / 29. September 1845greg. in Arseniwka, Gouvernement Cherson, Russischen Reich; † 12. Septemberjul. / 25. September 1907greg. in Berlin, Deutschland) war ein ukrainischer Schauspieler, Schriftsteller und Dramatiker.
Seine innovativen Dramen und Komödien, die mal satirisch, mal realistisch die Auswirkungen des Kolonialismus in der russisch regierten Ukraine und die Verarmung der Landbevölkerung zeigen, prägten das moderne ukrainische Theater.
Karpenko-Karyj war der Bruder von Marija Sadowska-Barilotti, Mykola Sadowskyj und Panas Saksahanskyj. Er starb in Berlin und wurde auf seinem Bauernhof in der Nähe von Jelisawetgrad beerdigt.
In Kirowohrad wurde 1995 in dem Haus, in dem er von 1872 bis 1883 lebte, ein Museum über ihn eingerichtet und in Kiew ist die Nationale Universität für Theater, Film und Fernsehen nach ihm benannt.

## Werke (Auswahl)
- Vagabund (Бурлака, 1885)
- Martyn Borulja (Мартин Боруля, 1886)
- Hunderttausend (Сто тисяч, 1889)
- Herr (Хазяїн, 1900)

## Weblinks

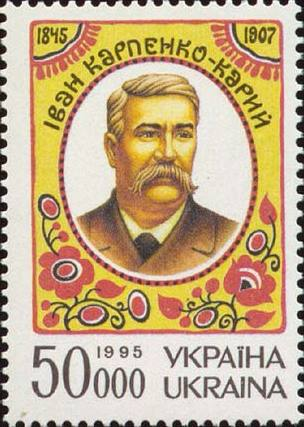
Ukrainische Briefmarke von 1995